# Alcaly Camara
Pour les articles homonymes, voir Camara.
Alcaly Camara est un footballeur international sénégalais né le 24 août 1980 à Dakar. Avec ses 1,82 m pour 75 kg, il évoluait au poste de défenseur. 

## Carrière
Jeune joueur très prometteur issu du centre de formation de l'OGC Nice, il joue plusieurs années avec l'équipe B, puis signe son premier contrat professionnel durant l'été 2000. Lors de la saison 2000-2001 avec Nice en Division 2, il joue plus ou moins régulièrement. 
La saison suivante, prêté par Nice, il découvre la Ligue 1 avec le CS Sedan, ou il dispute un peu moins de 10 matchs. De retour à Nice, il effectue un essai infructueux au Stade lavallois. Il ne dispute aucun match en Ligue 1 et est alors prêté jusqu’à la fin de la saison à Sedan. 
À la fin de la saison 2003-2004, ne figurant plus parmi le groupe professionnel niçois, il résilie son contrat à l'amiable. Alcaly Camara ne retrouvera jamais de club. Il arrête officiellement sa carrière en 2006.
Alcaly Camara compte deux sélections avec l'équipe du Sénégal, sélections obtenues lors des éliminatoires de la CAN 2002.

## Clubs
- 1999-2002 :  OGC Nice, 19 matchs, 2 buts
- 2002-2003 :  CS Sedan (prêt), 7 matchs
- 2003-2004 :  OGC Nice
- 2003-2004 :  CS Sedan (prêt)